# Campionat d'Europa de corfbol 2002
El Campionat d'Europa de corfbol 2002 es va disputar a Catalunya entre el 31 de març i el 7 d'abril i el va guanyar la selecció dels Països Baixos.
Hi van participar 10 seleccions nacionals: Alemanya, Bèlgica, Catalunya, Eslovàquia, Gran Bretanya, Hongria, Països Baixos, Polònia, Portugal i la República Txeca.
Les vuit millors seleccions es van classificar pel Campionat del Món 2003.

## Història
L'acord entre la Federació Internacional de Corfbol (IKF) i la Unió Catalana de Korfbal (UCK) per fer el campionat a Catalunya es va signar el desembre de 2001, després d'una visita d'un membre de l'European Championship Commitee a les seus designades per acollir el campionat.
La presentació oficial es va fer el 22 de març al Museu Melcior Colet de Barcelona, amb la presència del Secretari General de l'Esport de la Generalitat de Catalunya, el president de la Unió de Federacions Esportives de Catalunya, el president de la Unió Catalana de Korfbal i diversos representants dels municipis que van ser seu de la competició. La cerimònia d'inauguració es va fer l'1 d'abril a Terrassa.
El criteri per designar les seleccions participants va ser el de comptar amb la selecció amfitriona, les sis millors seleccions del Campionat d'Europa de 1998 i les tres millors seleccions del torneig classificatori que es va fer l'any 2001 als Països Baixos.

## Seus
El campionat va tenir 4 seus:
- Terrassa: La cerimònia d'inauguració, els partits de la primera fase i els de la fase final es van fer al Pavelló de Can Jofresa.
- Badalona: Els partits per definir els grups de la segona fase es van programar al Pavelló de Llefià.
- Sant Boi de Llobregat: El Pavelló de la Parellada va acollir diversos partits de la segona fase.
- Mataró: A les instal·lacions del Col·legi Valldemia s'hi van jugar la resta de partits de la segona fase,[6] essent rebudes les seleccions a l'Ajuntament de la ciutat.[7]

## Primera fase
La primera fase es va disputar a Terrassa, quedant-ne exemptes les dues millors seleccions del món, els Països Baixos i Bèlgica. Les altres vuit seleccions es van dividir en dos grups.
| GRUP A     | Pts | J | G | P | CF | CC |
| ---------- | --- | - | - | - | -- | -- |
| Txèquia    | 9   | 3 | 3 | 0 | 62 | 34 |
| Portugal   | 6   | 3 | 2 | 1 | 56 | 51 |
| Eslovàquia | 3   | 3 | 1 | 2 | 41 | 61 |
| Polònia    | 0   | 3 | 0 | 3 | 36 | 49 |

| 31/03/02 | Txèquia  | 23–13 | Eslovàquia |
| 31/03/06 | Portugal | 17–16 | Polònia    |
| 1/04/02  | Polònia  | 12–13 | Eslovàquia |
| 1/04/02  | Portugal | 13–20 | Txèquia    |
| 2/04/02  | Portugal | 26–15 | Eslovàquia |
| 2/04/02  | Txèquia  | 19–8  | Polònia    |

| GRUP B        | Pts | J | G  | P | CF | CC |
| ------------- | --- | - | -- | - | -- | -- |
| Alemanya      | 9   | 3 | 3  | 0 | 50 | 28 |
| Gran Bretanya | 6   | 3 | 2  | 1 | 40 | 33 |
| Catalunya     | 2   | 3 | 1* | 2 | 29 | 42 |
| Hongria       | 1   | 3 | 0  | 3 | 32 | 48 |

| 31/03/02 | Alemanya      | 19–7   | Hongria       |
| 31/03/02 | Catalunya     | 6–13   | Gran Bretanya |
| 1/04/02  | Gran Bretanya | 14–17  | Alemanya      |
| 1/04/02  | Catalunya     | 16*–15 | Hongria       |
| 2/04/02  | Gran Bretanya | 13–10  | Hongria       |
| 2/04/02  | Catalunya     | 7–14   | Alemanya      |

| (*) Gol d'or |

## Creuaments definitoris per la segona fase
Els partits per definir els grups de la segona fase es van programar al pavelló de Llefià de Badalona, tot i que se'n van jugar dos a Sant Boi de Llobregat.
| 3/04/02 | Bèlgica       | 19–20 | Txèquia       |
| 3/04/02 | Alemanya      | 14–26 | Països Baixos |
| 3/04/02 | Gran Bretanya | 16–10 | Eslovàquia    |
| 3/04/02 | Portugal      | 19–16 | Catalunya     |

## Tercera fase
A la tercera fase, els grups C i D van competir pel títol i el grup E per les posicions 7a a 10a. Els partits es van jugar a Sant Boi de Llobregat i a Mataró.
| GRUP C   | Pts | J | G | P | PF | PC |
| -------- | --- | - | - | - | -- | -- |
| Txèquia  | 6   | 2 | 2 | 0 | 46 | 23 |
| Alemanya | 3   | 2 | 1 | 1 | 25 | 34 |
| Portugal | 0   | 2 | 0 | 2 | 25 | 39 |

| GRUP D        | Pts | J | G | P | PF | PC |
| ------------- | --- | - | - | - | -- | -- |
| Països Baixos | 6   | 2 | 2 | 0 | 54 | 23 |
| Bèlgica       | 3   | 2 | 1 | 1 | 37 | 32 |
| Gran Bretanya | 0   | 2 | 0 | 2 | 16 | 52 |

| 4/04/02 | Alemanya | 11–21 | Txèquia  |
| 5/04/02 | Portugal | 12–25 | Txèquia  |
| 6/04/02 | Alemanya | 14–13 | Portugal |

| 4/04/02 | Països Baixos | 24–15 | Bèlgica       |
| 5/04/02 | Gran Bretanya | 8–30  | Països Baixos |
| 6/04/02 | Bèlgica       | 22–8  | Gran Bretanya |

| \| GRUP E (7-10) \| Pts \| J \| G \| P \| PF \| PC \| \| ------------- \| --- \| - \| - \| - \| -- \| -- \| \| Catalunya \| 9 \| 3 \| 3 \| 0 \| 44 \| 32 \| \| Hongria \| 5 \| 3 \| 2 \| 1 \| 43 \| 43 \| \| Eslovàquia \| 3 \| 3 \| 1 \| 2 \| 36 \| 43 \| \| Polònia \| 1 \| 3 \| 0 \| 3 \| 35 \| 40 \| |     |   |   |   |    |    |
| GRUP E (7-10) | Pts | J | G | P | PF | PC |
| Catalunya | 9   | 3 | 3 | 0 | 44 | 32 |
| Hongria | 5   | 3 | 2 | 1 | 43 | 43 |
| Eslovàquia | 3   | 3 | 1 | 2 | 36 | 43 |
| Polònia | 1   | 3 | 0 | 3 | 35 | 40 |

| 4/04/02 | Hongria    | 15*–14 | Polònia    |
| 5/04/02 | Hongria    | 15–9   | Eslovàquia |
| 5/04/02 | Catalunya  | 10–7   | Polònia    |
| 6/04/02 | Eslovàquia | 15–14  | Polònia    |
| 6/04/02 | Catalunya  | 20–13  | Hongria    |
| 7/04/02 | Catalunya  | 14–12  | Eslovàquia |

## Finals
Les finals es van jugar el diumenge 7 d'abril, a Terrassa.
| 5è-6è | Portugal | 17–18 | Gran Bretanya |
| 3r-4t | Alemanya | 9–29  | Bèlgica       |
| Final | Txèquia  | 9–15  | Països Baixos |